# Miķelis Rēdlihs
Miķelis Rēdlihs (Riga, 1º luglio 1984) è un hockeista su ghiaccio lettone.
Anche due suoi fratelli, Jēkabs Rēdlihs e Krišjānis Rēdlihs, sono hockeisti su ghiaccio.

## Carriera
Dal 1999 al 2003 ha giocato in patria con il Prizma '83 Rīga. Nel 2002/03 ha giocato in EJHL con New York Apple Core e Boston Junior Bruins, prima di giocare, dal 2003 al 2005, nell'HK Rīga 2000.
Nella stagione 2005/06 ha giocato in Svezia con l'IF Björklöven. La stagione seguente ha vestito la casacca dello Junost Minsk, mentre per l'annata 2007/08 quella del Metallurg Zhlobin.
Dal 2008/09 al 2011/12 ha giocato con la Dinamo Riga in KHL. Dal 2012/13 al 2013/14, sempre in KHL, ha giocato con il Lokomotiv Yaroslavl, prima di fare ritorno alla Dinamo Riga, in cui milita tuttora.
Con la nazionale lettone ha preso parte a numerose edizioni dei campionati mondiali a partire dal 2005, e a tre edizioni dei Giochi olimpici invernali (2006, 2010 e 2014).